# Cârța (okręg Harghita)
Cârța (węg. Karcfalva) – wieś w Rumunii, w okręgu Harghita, w gminie Cârța. W 2011 roku liczyła 986 mieszkańców.